# Thommanon
Thommanon i Angkor, Cambodia, er et af et par hinduistiske templer bygget hen imod slutningen af det 11. århundrede under Suryavarman 2.s styre (1113-1150). Templet ligger øst for Sejrsporten ved Angkor Thom.